# Heinrich Schwarz
Heinrich Schwarz, född 14 juni 1906 i München, död 20 mars 1947 i Sandweier, var en tysk SS-Hauptsturmführer. Han var kommendant för arbetslägret Monowitz (Auschwitz III) från den 11 november 1943 till den 17 januari 1945 och för koncentrationslägret Natzweiler-Struthof från februari till april 1945.

## Biografi
Schwarz inträdde i NSDAP och SS 1931. Mellan 1938 och 1939 tillhörde han SS-Standarte 1. Under åren 1940–1941 tjänstgjorde han som lägervakt i Mauthausen. I september 1941 kommenderades Schwarz till Auschwitz, där han innehade olika poster inom lägrets administrativa ledning. År 1943 var han under en kort tid Schutzhaftlagerführer, innan han den 11 november samma år utsågs till kommendant för arbetslägret Monowitz, som blev ett fristående läger inom Auschwitz-komplexet. Hans huvudsakliga uppgift bestod i att förse gummifabriken Buna-Werke med slavarbetskraft. Efter att Auschwitz hade evakuerats förflyttades Schwarz till Natzweiler-Struthof och blev dess siste kommendant. Han organiserade lägerfångarnas evakuering till Dachau.
Efter andra världskriget ställdes Schwarz inför rätta inför en fransk militärdomstol i Rastatt. Han dömdes till döden och avrättades genom arkebusering.

## Befordringar i SS
- Untersturmführer: 20 april 1937
- Obersturmführer: 20 april 1939
- Hauptsturmführer: 20 april 1943